# Domenico Ghirlandaio
Domenico Bigordi o Domenico Curradi, más conocido por el apodo Ghirlandaio (Florencia, 2 de junio de 1448-11 de enero de 1494), fue un pintor cuatrocentista italiano. Entre los muchos aprendices que se formaron en su taller, destaca sobre todos ellos Miguel Ángel.
Trabajó sobre todo en su ciudad natal, encontrándose entre los protagonistas del renacimiento en la época de Lorenzo el Magnífico. Hacia 1480 se convirtió de hecho en el retratista oficial de la alta sociedad florentina, gracias a su estilo preciso, amable y veloz. Jefe de un nutrido y eficiente taller, en el que dio sus primeros pasos en el campo del arte un Miguel Ángel de trece años, es recordado sobre todo por los grandes ciclos de frescos, como son algunas escenas de la Capilla Sixtina en Roma, la Capilla Sassetti y la Capilla Tornabuoni en su ciudad natal. Domenico formó parte así de la llamada "tercera generación" del renacimiento en Florencia, junto a maestros como Verrocchio, los hermanos Pollaiuolo y el joven Sandro Botticelli.
Sus hermanos Davide y Benedetto fueron también pintores activos en su taller, así como su cuñado Sebastiano Mainardi de San Gimignano. También su hijo Ridolfo fue un importante pintor activo en la Florencia del renacimiento tardío.

## Biografía

### Primeros años

#### Orígenes

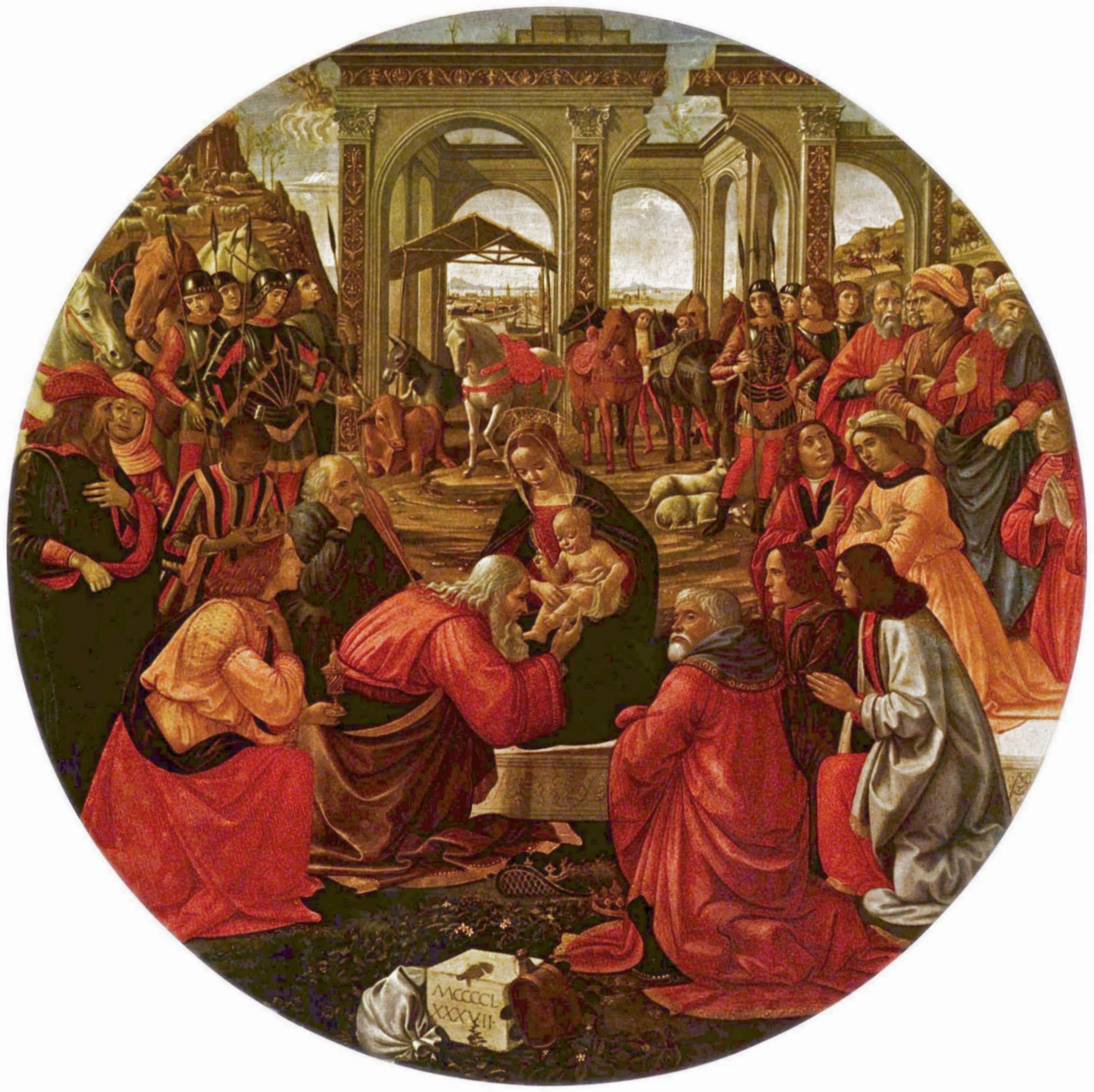
Adoración de los Magos (1488).

La principal fuente sobre la vida de Ghirlandaio es la biografía que de él escribió Giorgio Vasari en sus Vite. Si bien está redactada alrededor de setenta años después de la muerte del pintor es exacta y completa, aunque sujeta a juicios un poco demasiado elogiosos, debido a su aprecio personal por su arte.
Aunque nacido como Domenico di Tommaso Curradi di Doffo Bigordi, con los apellidos Curradi por el padre y Bigordi por el abuelo, generalmente se le llama Domenico Bigordi, aunque hay autores que le llaman con el apellido paterno, Domenico Curradi. La ocupación de su padre Tommaso Bigordi y de su tío Antonio en 1451 era "'setaiuolo a minuto,' esto es, comerciante de sedas y objetos relacionados con ellas en pequeñas cantidades." Fue el mayor de cinco hijos del orfebre Tommaso di Currado con su primera esposa, Mona Antonia; de ellos, solo Domenico y sus hermanos y colaboradores Davide y Benedetto sobrevivieron a la infancia. Tommaso tuvo otros dos hijos de su segunda esposa, también llamada Antonia, con quien se casó en 1464. La medio hermana de Domenico, Alessandra (nacida en 1475) se casó con el pintor Bastiano Mainardi en 1494.
El apodo de Ghirlandaio (fabricante de guirnaldas) le llegó a Domenico por parte de su padre (o tal vez de alguno de los jóvenes maestros de su taller), que fue joyero con taller en via dell'Ariento (esto es, "dell'Argento", de la plata, por el nombre de los numerosos orfebres). Era conocido según Vasari, como creador de guirnaldas, las cuales llevaban como adorno sobre la frente las jóvenes florentinas, aunque no está claro si fue él el inventor de dicho adorno. En algunos documentos fiscales aún se considera al maestro como comerciante o intermediario.

#### Formación
Domenico trabajó como aprendiz de un joyero o un orfebre, probablemente su propio padre. Vasari cuenta cómo Domenico se dedica contra su voluntad a la profesión del padre, prefiriendo más a menudo pasar el tiempo retratando a los paseantes. Al final el padre debió renunciar al proyecto de destinar al primogénito a continuar la actividad familiar, concediéndole el dedicarse al aprendizaje de las técnicas artísticas, en particular la pintura y el mosaico, poniéndolo de aprendiz con Alessio Baldovinetti, noticia confirmada en el siglo XVI también por las memorias de Francesco Baldovinetti, descendiente del pintor que escribe en el Cinquecento. Baldovinetti es un artista revalorizado en el último medio siglo de estudios histórico-artísticos, como refinado intérprete del legado florentino y de las influencias flamencas (Rogier van der Weyden y sobre todo, en aquella época, Hans Memling y Hugo van der Goes), capaz de revalorizar el paisaje, dándole aquella dignidad de protagonista de la representación, a menudo un simple fondo.
Según Gunter Passavent fue aprendiz en Florencia de Andrea del Verrocchio, que tenía uno de los talleres más activos de la ciudad, donde se estaba formando la posterior generación de los artistas, con aprendices del calibre de Sandro Botticelli, Perugino, Lorenzo di Credi y, algunos años después, Leonardo da Vinci. Además, debieron tener cierta influencia en su estilo el ejemplo de Benozzo Gozzoli, de vivaz gusto narrativo, y de Filippo Lippi, con la predilección por el diseño y los colores mórbidos.
Pasó su juventud en total anonimato, hasta el punto de que no se le conoce residencia fija ni siquiera a una edad tan tardía como los treinta y un años. Los años siguientes, entre 1480 y hasta su muerte en 1494 a un edad relativamente joven, fueron sin embargo extraordinarios, y durante ese tiempo se convirtió en el pintor más hábil de su tiempo. Continuamente ocupado durante ese tiempo, produjo una obra numerosa y de una calidad excelente, no conociéndose, sin embargo, ningún trabajo en los tres últimos años de su vida, es decir, posteriormente a 1491.

### Primeras obras en Florencia
En el año 1472 se inscribió en la Compañía de San Lucas de los pintores, certificando el final de su aprendizaje.
Los primeros trabajos independientes de Ghirlandaio están en las iglesias del campo alrededor de Florencia. La primera obra destacada es un fresco en la pieve di Cercina (Santos Jerónimo, Bárbara y Antonio Abad), que se puede datar de alrededor de 1471-1472. Se trata de las decoraciones de la banda mediana de un nicho semicircular, en el que pintó una arquitectura fingida con nichos de mármol divididos por pilastras que se apoyan sobre una cornisa moldeada sobre algunos espejos de falso mármol. En los nichos se encuentran los santos Jerónimo, Bárbara y Antonio Abad, caracterizados por una línea de contorno sutil y fluida y una coloración vivaz y armónica, derivada del ejemplo de Domenico Veneziano. En el San Jerónimo sobre todo brillan recuerdos de la atención anatómica y de la fuerza plástica de Andrea del Castagno, si bien el conjunto resulta mórbido y con un movimiento apenas marcado, privado de dramatismo. Interesante es también la búsqueda ilusionista de algunos detalles que "sobresalen" de los nichos, como los pies que se proyectan hacia afuera o las manos del hombre sobre santa Bárbara, que lanza una sombra realista sobre los escalones.
Pronto el artista gozó de los favores de la rica familia de los Vespucci, aliados de los Médici, pintando para ellos una Virgen de la Misericordia y una Pietà en su capilla en la Iglesia de Ognissanti en Florencia. La capilla, un nicho en una nave única, fuertemente alterada por las reformas posteriores, fue construida en 1472 y los frescos fueron pintados en una fecha inmediatamente posterior, en el 1475 cuando el maestro estaba dedicado a otras obras. En el grupo de personajes protegidos por el manto de la Virgen se encuentra el joven Américo Vespuccio, célebre navegante. En estas obras la personalidad artística de Domenico aparece ya bien definida, sobre todo en lo que se refiere a su vivaz descripción de los rasgos fisonómicos, indagados con fidelidad, que representan así de manera diferente cada personaje. De estos años data el Bautismo de Cristo y la Virgen con Niño en el trono entre los santos Sebastián y Juliano, fresco en la iglesia de San Andrés a Brozzi en los alrededores de Florencia.

#### San Gimignano

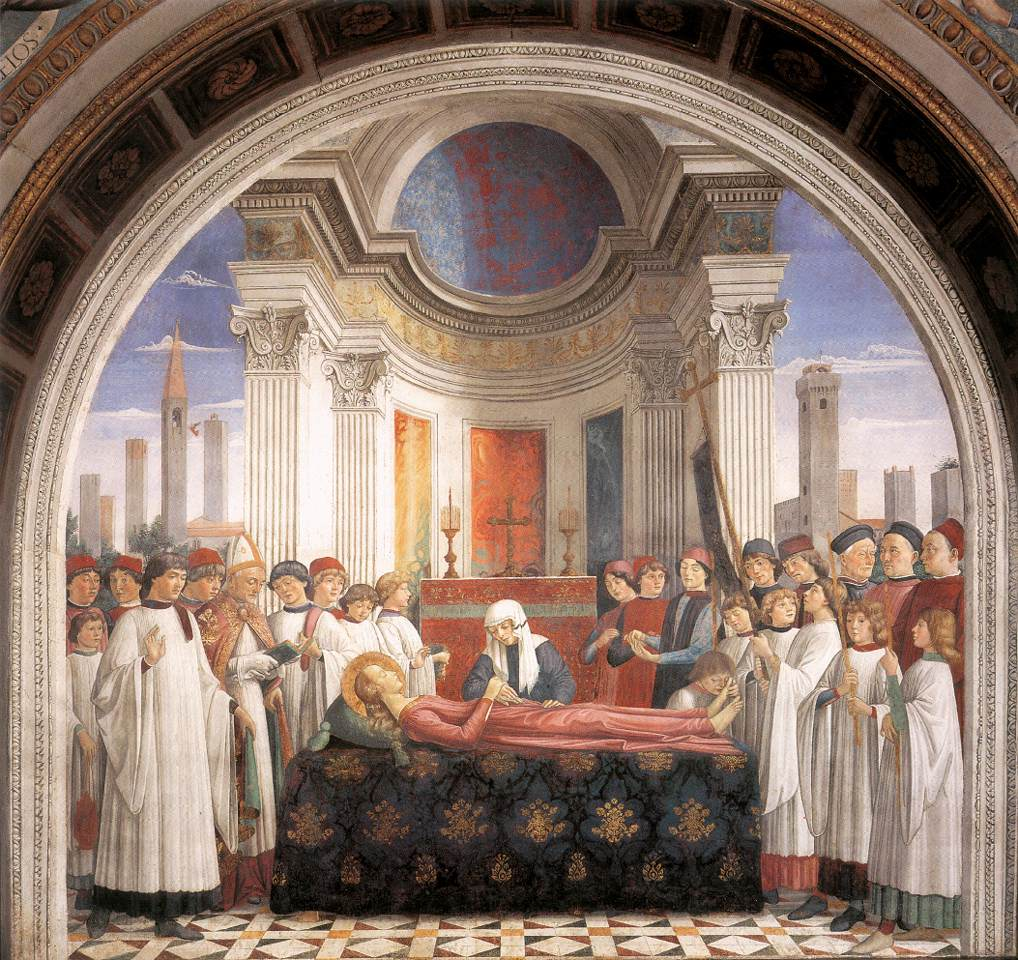
Domenico Ghirlandaio, Exequias de santa Fina (1475)

Ghirlandaio produjo frescos para la capilla de santa Fina, en la toscana Colegiata de San Gimignano que pasó bajo dominio de la cercana Siena a comienzos de los años 1350. Se trata del primer gran encargo que de él se conserva, en la que se manifiesta pleno su estilo personal y maduro. La capilla celebrara a la santa local, una parapléjica muerta en el año 1253, a cuya creación fueron llamados algunos artistas florentinos de renombre, como Giuliano da Maiano para la parte arquitectónica, su hermano Benedetto para la escultórica y Ghirlandaio para la decoración pictórica de los dos lunetones laterales con historias de la santa. 
En las Exequias de santa Fina dispone en la escena una serie de retratos muy humanizados y verosímiles, que fueron su característica más apreciada por los ricos mecenas florentinos, sus posteriores comitentes. La misma poesía que lleva a las más extremas consecuencias las enseñanzas de Masaccio encuentra aquí cotas insuperables, sobre todo en la escena de la santa moribunda y en la de su funeral, mientras que aparecen casi como obras accesorias las escenas que representan los milagros de la santa. 
En San Gimignano conoció a Sebastiano Mainardi, que se convirtió en su colaborador y se casó, algunos años después, con la hermana de Domenico, convirtiéndose así en su cuñado. Después de la empresa de santa Fina, Ghirlandaio fue llamado a la Badia di Passignano, donde pintó una Última cena (1476), que fue el primero de una serie de tres, realizados poco después en Florencia.

#### Primer viaje a Roma y vuelta a Florencia
En el año 1475 Ghirlandaio, con su hermano David, se debía encontrar en Roma, trabajando en la Biblioteca Vaticana, donde está documentado, si bien los frescos se han perdido. En los círculos romanos fue acogido por los banqueros florentinos allí residentes, entre los que sobresalían los Tornabuoni, en particular Giovanni, jefe de la filial local del Banco Médici y tesorero de Sixto IV. Para él, en el año 1477, pintó al fresco dos Historias de san Juan Bautista y dos Historias de María para la capilla fúnebre de su mujer, Francesca Pitti, fallecida por parto en aquel año, en Santa Maria sopra Minerva. Los frescos se han perdido. En Roma hizo también los dos retratos de Giovanna Tornabuoni, mujer de Lorenzo, hijo de Giovanni, también fallecida prematuramente.

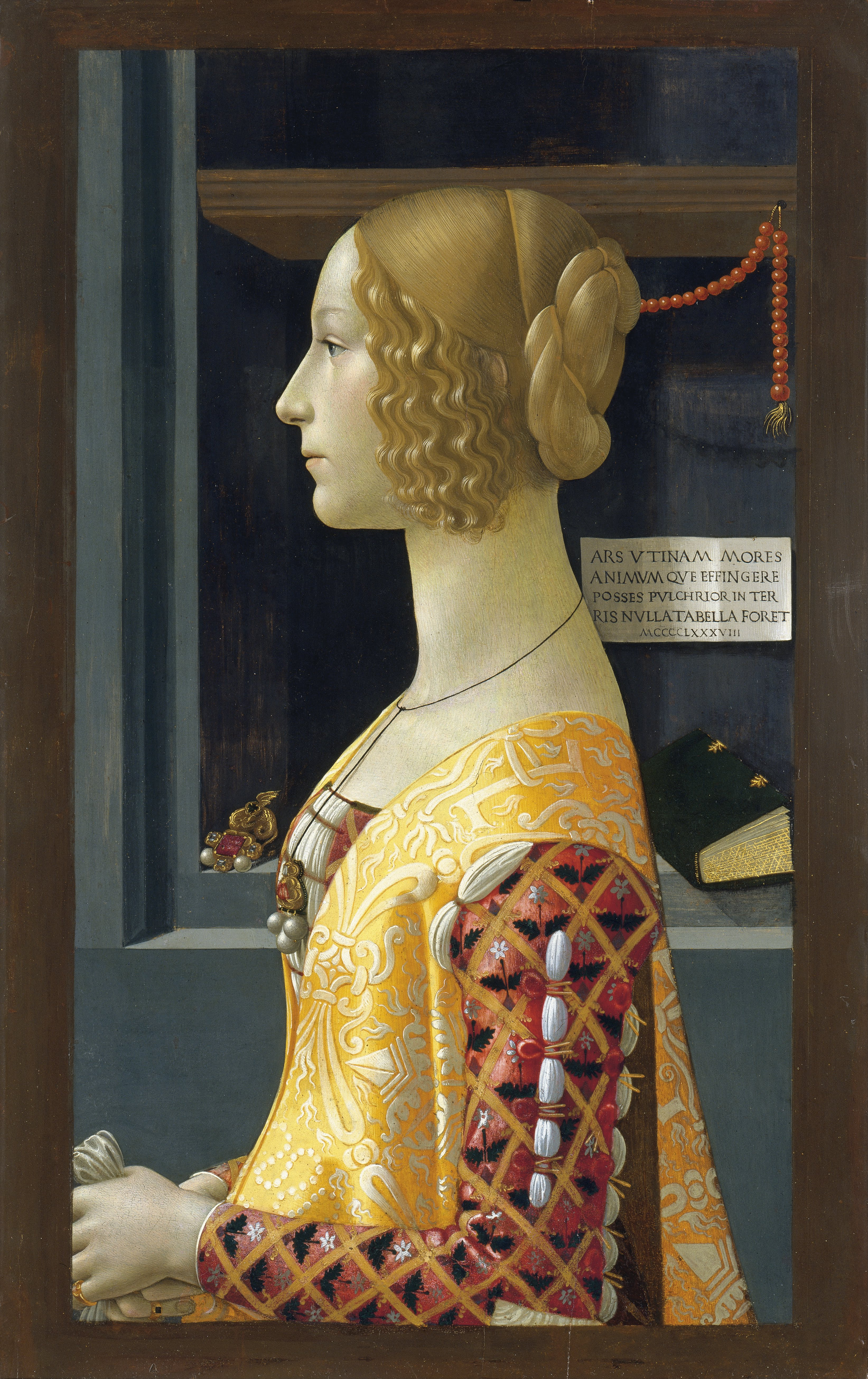
Retrato de Giovanna Tornabuoni (de soltera, Giovanna degli Albizzi), 1488 (Museo Thyssen-Bornemisza, Madrid; anteriormente en la Bliblioteca Morgan).

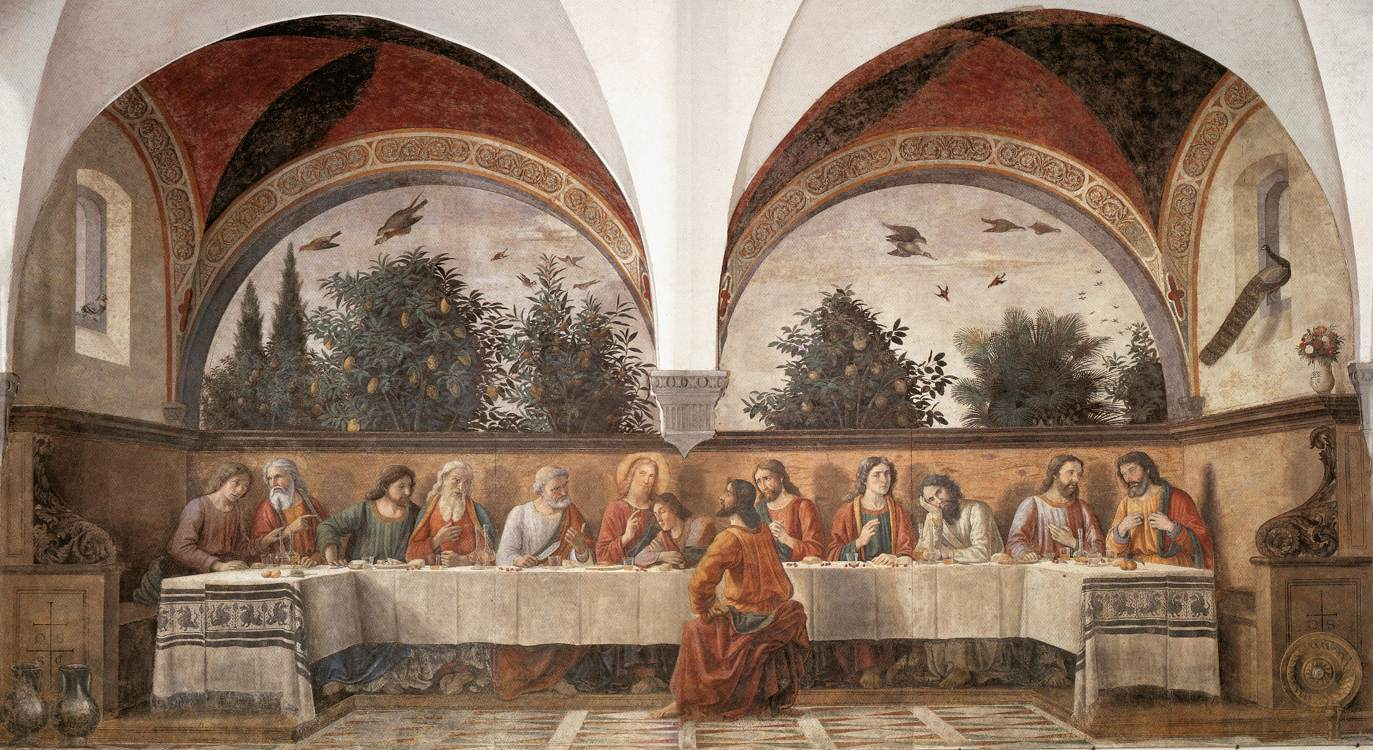
Última Cena de Ognissanti (1480)

En 1480, de vuelta en Florencia, se casó con Costanza di Bartolomeo Nucci, de la que, en 1483 tuvo un hijo, Ridolfo, después apreciado pintor en la primera mitad del Cinquecento. En total se casó dos veces, la segunda con Antonia di ser Paolo Paoli en fecha no precisada, y tuvieron nueve hijos.
Los Vespucci le encargaron pintar un San Jerónimo al fresco para la iglesia de Ognissanti, en Florencia, que hace pareja con el San Agustín de Botticelli, en general considerada una obra ligeramente anterior (alrededor del año 1480). Ghirlandaio creó una figura serena y convencional, presentando al protagonista, más que al santo, las naturalezas muertas de los objetos ordenadamente expuestos sobre el escritorio y sobre las baldas. Domenico se inspiró probablemente en modelos nórdicos, como pueden ser el San Jerónimo en el estudio de Jan van Eyck que se encontraba quizás en las colecciones de Lorenzo el Magnífico.
Típico de los monasterios florentinos era el embellecimiento del refectorio con un gran fresco con la Última cena. A Ghirlandaio le hicieron este tipo de encargos a menudo en pocos años, después del Cenacolo della Badia di Passignano (1476), para seguir con el Cenacolo di Ognissanti (1480) y el Cenacolo di San Marco (1486). Si el primero es a menudo rígido en la caja perspectivística de la estancia de la Última Cena, derivada del ejemplo del Cenacolo di Sant'Apollonia de Andrea del Castagno (alrededor del año 1450), en los dos posteriores, de aspecto muy similar, la escena está ambientada en una airosa logia que recalca la forma de las aberturas. Judas, como es tradicional, está separado del grupo de los otros doce, encontrándose sentado en el lado opuesto de la mesa de espaldas, a la derecha de Jesús y Juan.
Entre 1481 y 1485 trabajó en los frescos de la Sala del Reloj (Sala dell'Orologio, también conocida como la sala de los Lirios) del Palacio Vecchio. También pintó la Apoteosis de San Zenobio, una obra "metafísica" con muchas estructuras arquitectónicas, medallones con héroes de la antigua Roma y otros detalles seculares, que crean una perspectiva sorprendente de gran dignidad arquitectónica.

### Su trabajo en Roma

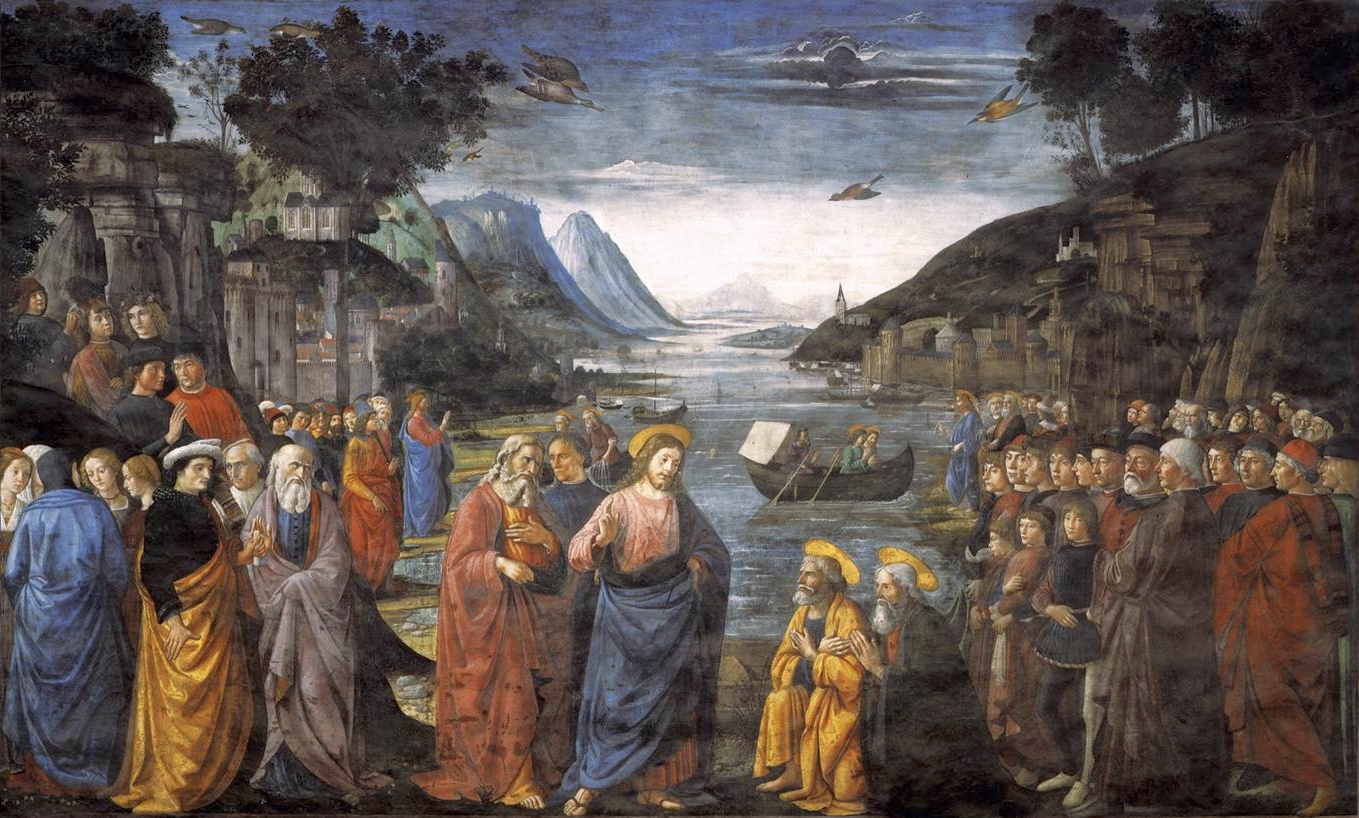
Vocación de los primeros apóstoles (1481-1482)

En el año 1481, a sugerencia de Lorenzo el Magnífico, un grupo de artistas florentinos fue llamado a Roma por el papa Sixto IV para ejecutar los frescos del grandioso proyecto de la Capilla Sixtina, sellando la reconciliación del papa con Florencia y los Médici. Con Ghirlandaio partieron Sandro Botticelli, Cosimo Rosselli y el Perugino, entonces florentino de adopción, que quizá se encontraba ya en Roma. Cada artista iba acompañado por un amplio número de ayudantes, entre los que había algunos posteriormente afirmados por sí mismos como Luca Signorelli, el Pinturicchio, Filippino Lippi, Piero di Cosimo. El tema de los frescos era una celebración del papado a través de las Historias de Moisés y las Historias de Cristo, puestas en paralelismo para subrayar la continuidad del mensaje divino que de la ley judaica viene recuperado en la figura de Cristo y de esto transmitida a Pedro y de ahí a sus sucesores los pontífices. La empresa, por lo que se refiere al primer grupo de pintores, fue llevada a término rápidamente, en el año 1482.
Ghirlandaio desarrolló un fresco que cuenta con bien pocos rivales en su temática: Vocación de los Apóstoles, obra de excelente factura y muy interesante por su metódica definición, la cual, sin embargo, padece un pobre colorido. El paisaje del fondo, en particular, es claramente superior a cualquier otro de los que podemos encontrar en las obras de la Capilla Brancacci, realizados por Masaccio y sus colaboradores, y que por cierto fueron atentamente estudiados por el Ghirlandaio. También le corresponde la Resurrección, esta última muy dañada ya en los tiempos de Vasari y a continuación repintada a finales del siglo XVI. Es insegura, por su parte, la atribución del Paso del mar Rojo, aunque es más probable que fuera ejecutado por Cosimo Rosselli o Biagio d'Antonio. Aunque se sabe que creó otras obras en Roma, desde hace siglos se consideran perdidas para la historia.
La Vocación es una obra de excelente factura, donde el artista usó una solemnidad que a continuación no se encuentra en su obra. La impostación, el ropaje y los colores de algunos personajes recuerdan la escena del Pago del tributo de Masaccio en la capilla Brancacci, obra cardinal del primer Renacimiento florentino que también Ghirlandaio tuvo oportunidad de estudiar, siempre según Vasari. De Roma, Ghirlandaio llevó consigo numerosos dibujos y estudios de monumentos antiguos, que fueron a menudo usados como repertorio para las obras posteriores.

### Obras posteriores en Toscana

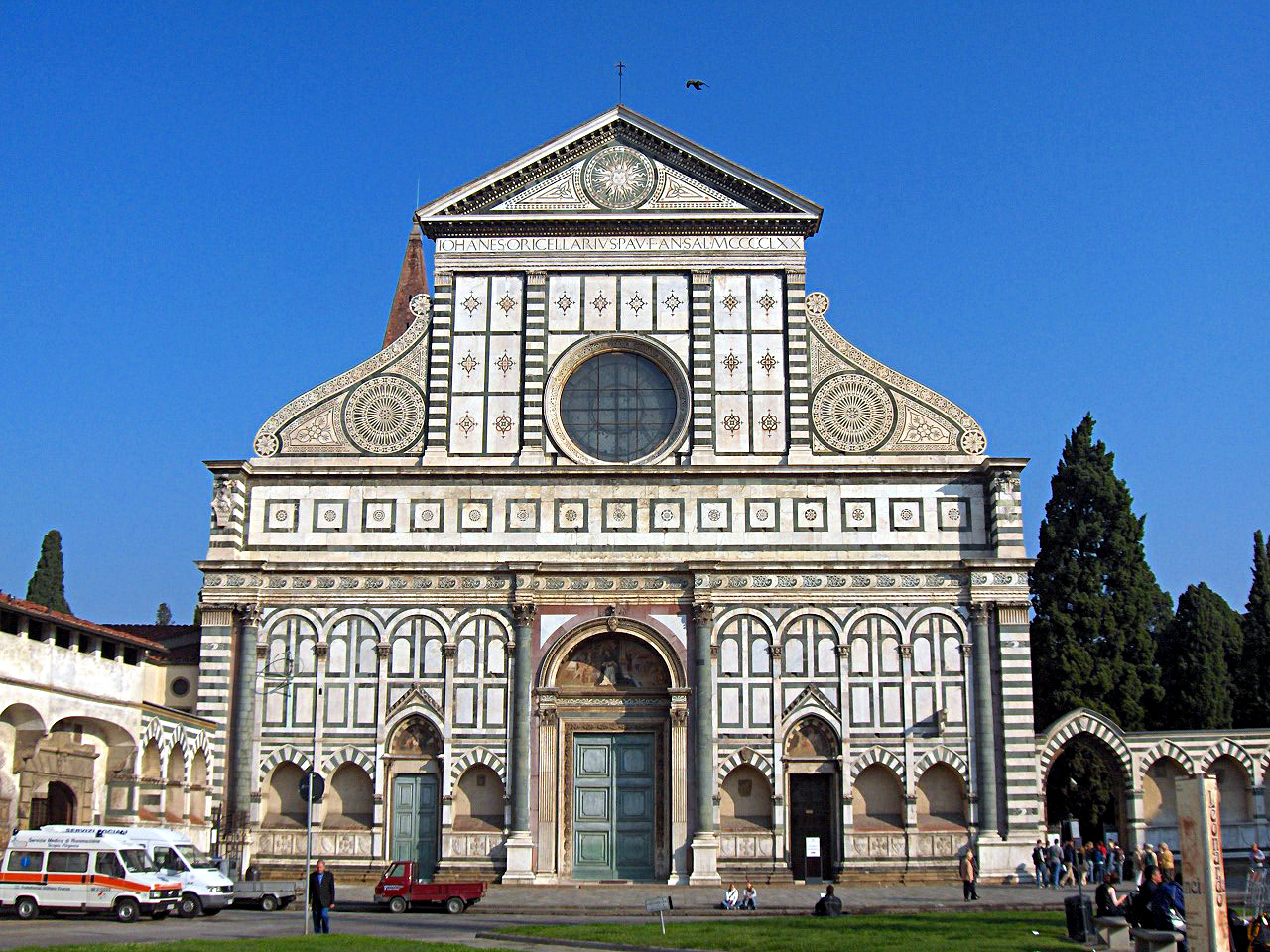
Santa María Novella.

Es entonces cuando regresa a Florencia, y emprende en la iglesia de la Santa Trinidad y en Santa Maria Novella las obras que van a confirmar su fama. 

#### Capilla Sassetti
Los frescos de la Capilla Sassetti en la iglesia de la Santa Trinidad fueron un encargo del donante y banquero Francesco Sassetti, el poderoso administrador de la rama de la banca Médici en Génova, un cargo posteriormente desempeñado por Giovanni Tornabuoni, el futuro mecenas de Ghirlandaio. En la capilla, Ghirlandaio pintó seis episodios de la vida de San Francisco junto con algunos temas ligados a la profecía en el ámbito pagano de la venida de Cristo, datados en 1485. Los tres episodios principales son: San Francisco recibiendo del papa Honorio III la aprobación de la regla de su orden, La muerte y exequias de san Francisco y La resurrección por intercesión del santo de un niño de la familia Spini, que había muerto al caer desde una ventana. En el primer trabajo hay un retrato de Lorenzo de Médici y en el tercero un autorretrato del pintor, el cual introdujo también en una de las obras de Santa María Novella y en la Adoración de los Magos en el Hospital de Los Inocentes. El retablo de la capilla Sassetti, La Adoración de los Pastores, se encuentra ahora expuesta en la Galería de la Academia de Florencia. 
El ciclo de frescos de la capilla Sassetti toma su esquema compositivo de la capilla Brancacci, con las diversas escenas subdivididas en dos planos superpuestos y delimitados por pilastras acanaladas, con una aplicación rigurosa de la perspectiva. El espacio, racional y civil, muestra escenas de la vida cotidiana florentina, armonizada con las escenas sagradas en primer plano. Los personajes contemporáneos, retratados con precisión en su dignidad y refinamiento, llegan a ser los protagonistas del vivaz relato. Entre las diversas influencias se pueden distinguir las citaciones arqueológicas, lo minucioso de los detalles de estilo flamenco y la tradición florentina de Giotto en adelante.
La vena narrativa es rica y fecunda y, aunque sea casi extraña al pathos evocado, privilegia la armonía lineal, el uso de colores luminosos y serenos, la atmósfera serena.

#### Capilla Tornabuoni
Inmediatamente después de haber terminado esta obra, se le solicitó que renovara los frescos del coro de Santa Maria Novella. Este coro era parte de la capilla de la familia Ricci, pero las familias Tornabuoni y Tornaquinci, ahora mucho más ricas que aquella, se hicieron cargo de los costos de la restauración con algunas condiciones, como el tener que conservar los escudos de los Ricci, lo cual dio lugar a lo que algunos historiadores describieron como divertidos litigios. Los frescos de la Capilla Tornabuoni, por Ghirlandaio y varios ayudantes, están dispuestos en cuatro ciclos a lo largo de tres paredes, siendo los temas principales las vidas de la Virgen y de Juan el Bautista. Añadido a su interés artístico, estas obras son particularmente interesantes por los numerosos retratos, los cuales cuentan con un valor histórico intrínseco debido al conocimiento iconográfico de los personajes, además de su valor técnico por la especial capacitación del Ghirlandaio para el retrato.

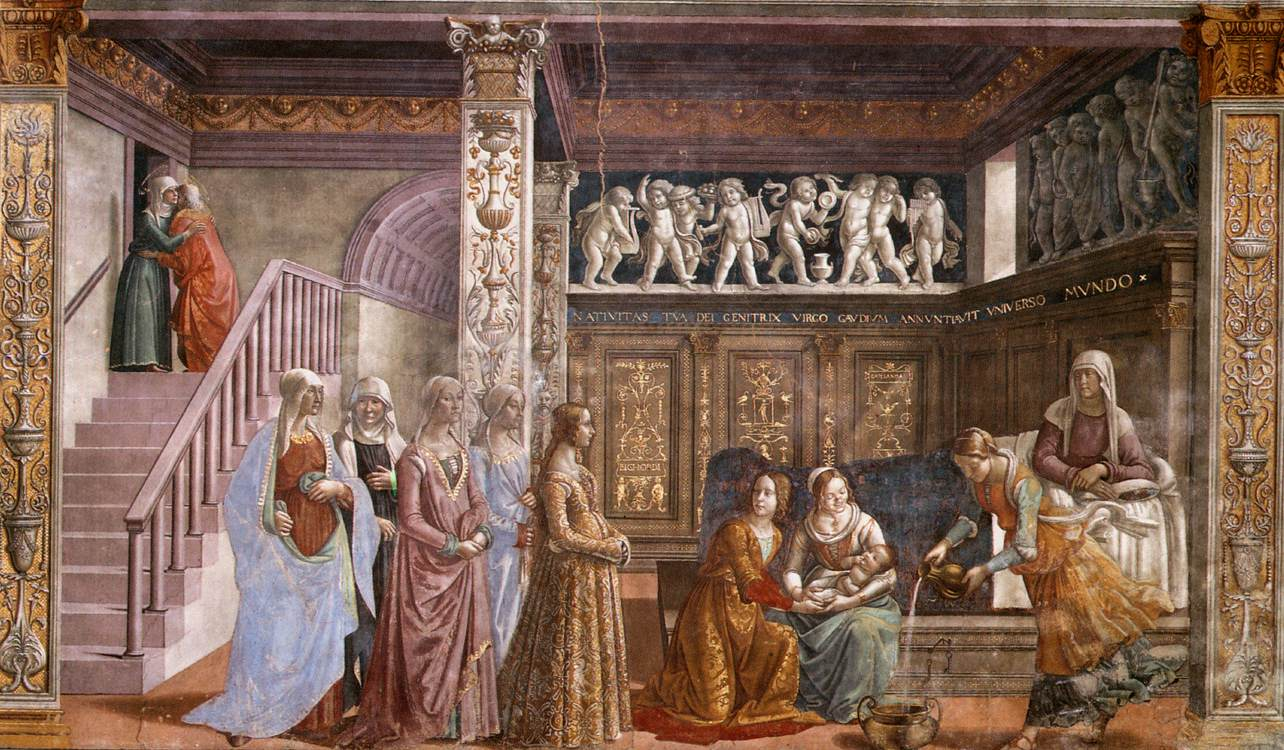
Serie de la Capilla Tornabuoni de Ghirlandaio, sobre la vida de la Virgen María, ejecutada con la mayor atención al detalle realista, parece representar escenas domésticas de la vida contemporánea de la nobleza florentina, más que un acontecimiento cósmico.

Hay al menos veintiún retratos de miembros de la familia Tornabuoni y Tornaquinci; en el Ángel que se aparece a Zacarías encontramos los retratos de Poliziano, Marsilio Ficino y otros; en la Anunciación de Ana e Isabel se puede reconocer a la bella Giovanna Tornabuoni (identificada incorrectamente por Giorgio Vasari como Ginebra de Benci, famosa por el retrato que le hizo Leonardo da Vinci (National Gallery de Washington); en el Prendimiento de Joaquín en el Templo aparecen retratados Mainardi y Baldovinetti (algunos historiadores del arte han considerado que la segunda figura podría ser el padre del Ghirlandaio). La capilla Tornabuoni fue terminada en 1490; el retablo fue probablemente ejecutado con la ayuda de los hermanos de Domenico Davide y Benedetto; la ventana pintada era un dibujo del propio Domenico. 
Se relaciona con dichos frescos, el Retrato de Giovanna Tornabuoni (1488), del Museo Thyssen-Bornemisza de Madrid, único ejemplo de Ghirlandaio en España. 
La Capilla Ricci fue reabierta y completada en 1490; la tabla del altar, ahora retirada de la Capilla, fue probablemente pintada por Ghirlandaio con la ayuda de sus hermanos David y Benedicto, pintores también aunque no a su altura, estando la ventana ejecutada directamente por Domenico. De1491 es el fresco dedicado a la Natividad de María en Santa María Novella.

#### Otros trabajos
Otros trabajos notables son un retablo ejecutado al temple con la Virgen adorada por los santos Zenobio, Justo y otros, pintada en la iglesia de San Justo, y considerada una notable obra maestra, conservada actualmente en la Galería de los Uffizi. Cristo en la Gloria con Romualdo y otros santos de la abadía de Volterra, la Adoración de los Magos de 1488 en la iglesia de los Inocentes (posiblemente su mejor creación) y finalmente La Visitación conservada en el Museo del Louvre y que es probablemente su última obra, de 1491.
Ghirlandaio no se dedicó demasiado al desnudo; una de las obras de este tipo, el Vulcano y sus ayudantes que forjan los Rayos, fue pintado para el Spedaletto y Lorenzo de Médici, pero, como tantas otras citadas por el Vasari, está ahora perdida. Dos de sus retratos se conservan en la National Gallery de Londres. Existen también algunos mosaicos producidos antes de 1491, de los cuales el más célebre es la Anunciación expuesta sobre una de las entradas de la catedral de Florencia.

### Últimos años
Domenico Ghirlandaio murió de "fiebre pestilente" el 11 de enero de 1494, y fue sepultado en la iglesia de Santa María Novella. El día y mes de su nacimiento se desconocen, pero se dice que murió a principios de enero de su año 45°. A lo largo de su vida se casó dos veces y dejó seis hijos, de los cuales tres fueron varones. Uno de ellos, Ridolfo continuó con el taller paterno y se convirtió en un destacado pintor. Tuvo una larga y honorable línea de descendencia, que llegó hasta el siglo XVII, cuando el último miembro de su linaje abrazó la vida monástica. Es probable que Domenico muriera en la pobreza, y todos los datos que se conocen de su vida parecen indicar que fue un hombre gentil, honorable, concienzudo y de notable diligencia.

## Consideraciones sobre su pintura

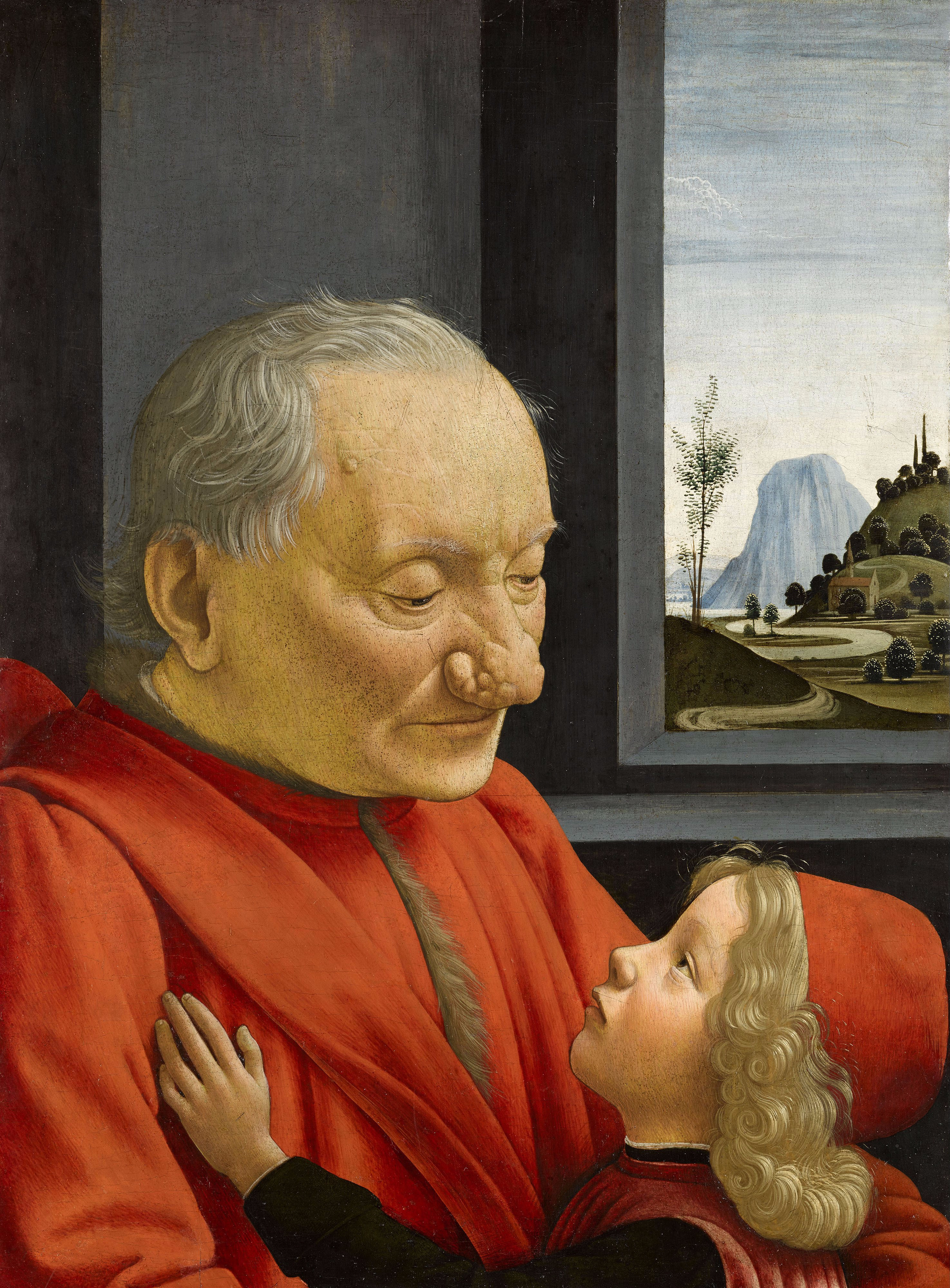
Viejo con su nieto, Museo del Louvre de París.

El valor artístico del Ghirlandaio puede considerarse superior a todos sus precursores y contemporáneos, conformando junto con Giotto, Masaccio, Filippo Lippi y Botticelli el elenco de los más grandes pintores italianos del Renacimiento. Su esquema compositivo es grandioso y decorativo, como corresponde con la experimentación clásica y contenida del siglo XV. Su claroscuro, en el sentido de sombreado realista y reflejo de las tres dimensiones, estaba razonablemente avanzada, como lo era su técnica de la perspectiva, que él dibujaba en una escala muy elaborada, simplemente a ojo, sin uso de sofisticadas matemáticas. El uso de los colores es más discutible, pero semejante valoración se aplica menos a los frescos y más a los cuadros a la témpera, que aparecen a menudo demasiado brillantes, y crudamente iluminadas. Sus frescos eran ejecutados completamente en buon fresco que, en terminología artística italiana, se refiere a que se abstiene de hacer añadidos en temple. Utilizó exclusivamente estas dos técnicas, y nunca la pintura al óleo. 
Una cierta dureza de los contornos, similar a la de los personajes de las esculturas de bronce podría indicar un formación inicial en el campo de este tipo de esculturas. Fue el primero en introducir en el arte florentino la mezcla de arte sacro y profano que ya se practicaba previamente en Siena. Sus dibujos de las figuras de Cristo, la Virgen y los ángeles no son los de más alto nivel; un defecto en sus dibujos que se suele resaltar a menudo es la excesiva fineza de las manos y pies. Una de sus máximas era: pintar se corresponde con dibujar. Ghirlandaio fue un maestro nunca satisfecho, y expresó en cierta ocasión el deseo de tener todos los lienzos de muralla de Florencia para cubrirlos de pinturas. Decía a sus asistentes en el taller que no rechazaran ningún encargo que les ofrecieran, aunque fuese para decorar un armario de señora, e incluso llegó a ejecutar personalmente trabajos de esa índole a pesar del descontento de sus aprendices. No fue sin embargo una persona ávida de dinero, como lo prueba la anécdota de la rapidez con la que renunció a un contrato extra referente a los frescos de la Capilla Ricci, ofrecido por el rico Tornabuoni.
Según Vasari, Ghirlandaio fue el primero en eliminar de sus pinturas el uso de los dorados, representando de modo realista cualquier objeto de los que convencionalmente se pintaban así; se pueden reseñar algunas importantes excepciones, como por ejemplo la luminosidad del paisaje en la Adoración de los Magos, expuesta actualmente en la Academia de Florencia, y que obtuvo mediante la utilización del oro.
Muchos de sus dibujos y estudios son de notable vigor gráfico y pueden contemplarse en la Galería de los Uffici. Uno de los grandes méritos de Ghirlandaio es el de haber iniciado en el arte a Miguel Ángel, el cual sin embargo no permaneció mucho tiempo en su taller. Francesco Granacci es otro entre sus alumnos mejor conocidos.